# Rohaň
Rohaň (ukrajinsky Рогань, rusky Рогань – Rogaň) je sídlo městského typu v Charkovské oblasti na Ukrajině. K roku 2020 měl přes tři tisíce obyvatel.

## Poloha a doprava
Rohaň leží jihovýchodně od okraje Charkova, správního střediska oblasti, na levém, východním břehu Rohanky, levého přítoku Udy v povodí Severního Doňce.
Přes Rohaň vede dálnice M 03 z Kyjeva přes Poltavu a Charkov na Izjum, Bachmut a Antracyt a dále na rusko-ukrajinskou hranici. Je zde po ní vedena i Evropská silnice E40.

## Dějiny
Obec byla založena v roce 1650. Status sídla městského typu má od roku 1938.